# Beredskapstroppen
Beredskapstroppen (BT, Чрезвычайный отряд) — отряд специального назначения полиции Норвегии, позывной Delta (Дельта) со штаб-квартирой в Осло. Основное назначение отряда — контртеррористическая деятельность, освобождение заложников и аресты с высокой степенью опасности. Члены Beredskapstroppen набираются из лучших бойцов полиции.

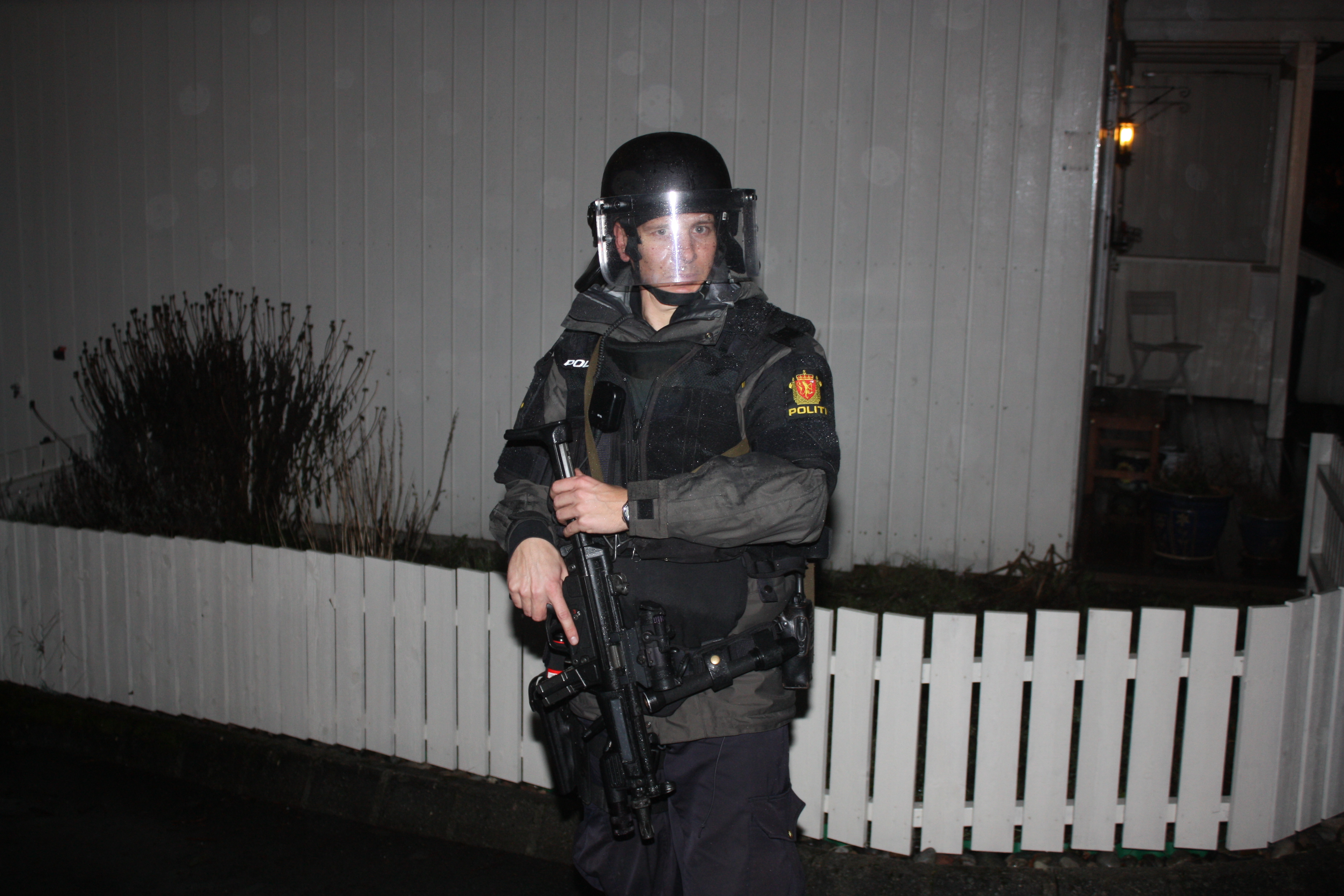
Сотрудник Beredskapstroppen в экипировке

Несмотря на то, что отряд расквартирован в Осло, на него возложена ответственность за проведение операций по всей стране, включая нефтяные платформы в Северном море.
Отряд располагает несколько более разнообразным вооружением и техникой, чем обычная полиция, включая пистолеты SIG-Sauer P226, пистолеты-пулемёты HK MP5 и штурмовые винтовки Diemaco.
50 % своего рабочего времени отряд проводит в тренировках и подготовке к заданиям. Для отработки навыков действия в закрытых помещениях и уличного боя Beredskapstroppen проводит тренировки в специально построенном городе внутри военного лагеря Рена.